# Super Bowl XXXIV
Super Bowl XXXIV był trzydziestym czwartym finałem o mistrzostwo NFL w zawodowym futbolu amerykańskim, rozegranym 30 stycznia 2000 roku, na stadionie Georgia Dome, w Atlancie, w stanie Georgia.
Mistrz konferencji NFC, drużyna St. Louis Rams, pokonał mistrza konferencji AFC, drużynę Tennessee Titans, uzyskując wynik 23-16.
Za faworytów spotkania uważana była drużyna z St. Louis, przede wszystkim dzięki świetnej postawie jej quarterbacka Kurta Warnera w sezonie zasadniczym.
Amerykański hymn państwowy przed meczem wykonała piosenkarka Faith Hill. W przerwie w połowie meczu wystąpili: Phil Collins, Christina Aguilera, Enrique Iglesias, Toni Braxton oraz Edward James Olmos.
Tytuł MVP finałów zdobył Kurt Warner, Quarterback zespołu Rams.

## Ustawienia początkowe
| St. Louis         | Pozycja | Pozycja | Tennessee       |
| ----------------- | ------- | ------- | --------------- |
| Ofensywa          |         |         |                 |
| Torry Holt        | WR      | WR      | Kevin Dyson     |
| Orlando Pace      | LT      | LT      | Brad Hopkins    |
| Tom Nutten        | LG      | LG      | Bruce Matthews  |
| Mike Gruttadauria | C       | C       | Kevin Long      |
| Adam Timmerman    | RG      | RG      | Benji Olson     |
| Fred Miller       | RT      | RT      | Jon Runyan      |
| Roland Williams   | TE      | TE      | Frank Wycheck   |
| Isaac Bruce       | WR      | WR      | Isaac Byrd      |
| Kurt Warner       | QB      | QB      | Steve McNair    |
| Marshall Faulk    | RB      | RB      | Eddie George    |
| Robert Holcombe   | FB      | TE      | Harris          |
| Defensywa         |         |         |                 |
| Kevin Carter      | LE      | LE      | Jevon Kearse    |
| Ray Agnew         | LDT     | LDT     | Josh Evans      |
| D'Marco Farr      | RDT     | RDT     | Jason Fisk      |
| Grant Wistrom     | RE      | RE      | Kenny Holmes    |
| Mike Jones        | LOLB    | LOLB    | Eddie Robinson  |
| London Fletcher   | MLB     | MLB     | Barron Wortham  |
| Todd Collins      | ROLB    | ROLB    | Joe Bowden      |
| Todd Lyght        | LCB     | LCB     | Denard Walker   |
| Dexter McCleon    | RCB     | RCB     | Samari Rolle    |
| Billy Jenkins     | SS      | SS      | Blaine Bishop   |
| Keith Lyle        | FS      | FS      | Anthony Dorsett |